# Giovanna Garzoni
Giovanna Garzoni (Ascoli Piceno, 1600-Roma, 1670) fue una pintora barroca italiana, especializada en bodegones y miniaturas. En su época, fue una exitosa artista que desarrolló un enfoque principal en el género de la naturaleza muerta, caracterizado por representar objetos inanimados dentro de un entorno casero. Tocó, además, ciertos temas religiosos y adoptó la representación por medio del retrato.  

## Biografía
A diferencia de otras mujeres de su época, no fue hija de un pintor; no obstante, sus padres, Isabetta Gaia y Giacomo Garzoni, provenían de familias artesanas. Se especializó en miniaturas y pinturas de pequeñas dimensiones, a menudo sobre pergamino, destinadas por lo general a clientes aristocráticos. Con un estilo aparentemente frágil, sus obras destacan sin embargo por su virtuosismo, con un grafismo nítido y un colorido de cierta transparencia y aire sugestivo. Por lo general, sus imágenes se centraban en uno o pocos objetos, mostrados en primer término y con fondos planos, generalmente de color claro.
Su obra gozó de notable éxito, en una carrera itinerante con diversas estancias en Florencia, Nápoles, Venecia, Turín y, por último, Roma, donde fue admitida en la Academia de San Lucas, raro honor para una mujer por entonces. En su vejez en Roma elaboró un cuaderno de apuntes y dibujos de gran valor artístico.
Se casó con Tiberio Tinelli, también pintor, aunque el matrimonio se disolvió a los dos años a causa del voto de castidad que había efectuado la pintora.
Giovanna Garzoni falleció en 1670 a la edad de 70 años. No obstante, cuatro años atrás, elaboró un testamento en donde recogía quién heredaría su propiedad, que pasó a manos de la iglesia de Santa Martina, perteneciente a la Academia de San Lucas. Su tumba permanece a día de hoy a la misma iglesia de Santa Martina; sin embargo, no fue hasta 1698 que fue enterrada en dicho lugar, prácticamente 29 años después de su muerte. 

## Recorrido artístico
Antes de convertirse en artista, su talento fue descubierto cuando era aprendiz de un farmacéutico de su pueblo natal; de hecho, una de las cartas que escribió en 1620 manifiesta este acontecimiento, en donde expresa que fue aprendiz de Giacomo Rogni. Alrededor de los treinta años, Giovanna abandonó su estancia en Venecia para viajar a Nápoles junto a su hermano. En este nuevo lugar trabajó bajo el mecenazgo del duque de Alcalá; sin embargo, expresó en una de sus cartas su malestar y tristeza; tras la vuelta del duque a España, Giovanna se mudó a Turín. En este lugar trabajó aproximadamente cinco años y, en 1640, viajó a Florencia para trabajar en la corte de los Médici, en donde produjo diversas obras —como bodegones— para el duque Fernando II.  
En 1654, la artista se trasladó a la capital, Roma, donde fue miembro de la Academia de San Lucas; no solo fue una circunstancia inusual por admitir a mujeres, sino porque, según consta en los registros de la propia Academia, recibió los beneficios equivalentes respecto a los hombres. 

## Obras
La primera pintura firmada fue una Sagrada Familia, pintura al óleo que simbolizaba el episodio bíblico de la huida a Egipto. Otro de sus trabajos y que realizó a temprana edad fue un libro adornado enfocado a la caligrafía, el cual fue publicado en 1625. La obra de Garzoni muestra una clara influencia de Jacopo Ligozzi, pintor, ilustrador y miniaturista de estilo naturalista. Muchas de las obras de Garzoni que han sobrevivido actualmente se encuentran en diferentes museos, ya que el duque Fernando II y su esposa, la duquesa Vittoria della Rovere, habían poseído dichas obras en sus colecciones. Casi cuarenta de sus obras fueron apreciadas entre las colecciones florentinas y muchas otras fueron conservadas en los inventarios de la familia de los Médici entre los siglos xvii y xviii. Las miniaturas fueron realizadas sobre pergamino de fino cuero con pintura de acuarela, lo que dio una curiosa simbiosis entre el género pictórico y el estudio científico botánico. El uso de las acuarelas en vez del usual óleo propició nuevas composiciones más llenas de vitalidad y frescura, incluyendo además el uso y presencia de insectos junto con los efectos de claroscuro. 
Algunas de sus obras —como importantes cuadernos— están recogidos en la biblioteca de libros raros de Washington D.C.; clientes y/o compradores como Dumbarton Oaks o la propia institución de la Academia de San Lucas poseen ciertas obras en su poder (véase un álbum de la artista en donde recogía el género de la naturaleza muerta y de sus estudios botánicos). Incluso se puede citar a la propia familia Médici con la adquisición de veinte bodegones, los cuales produjo Garzoni entre los años 1650-1662, destacando la obra llamada Naturaleza muerta con una canasta de frutas, un jarrón con claveles y conchas en una mesa. Entre sus retratos se encuentra la obra Retrato de Carlos Manuel I, duque de Saboya, pintada entre los años 1623-1637 gracias a una invitación de parte de Cristina de Francia, por lo que pasó a trabajar para la corte de Turín.

## Legado
Gracias a los registros de la Academia de San Lucas y a las colecciones que conservaron el duque y la duquesa de Florencia se pueden conocer detalles muy destacados de la vida y de las obras de Giovanna Garzoni, ya que su persona solo fue nombrada en una ocasión, en una obra de Carlo Ridolfi denominada Meraviglie dell'Arte en 1648. Es más, si ponemos en relación el género pictórico que la caracterizó junto a los historiadores del arte, contemplaremos la poca importancia que se le atribuyó. Posteriormente, Lione Pascoli citó en su obra llamada Vite que esta artista podía poner el precio que considerase por su arte. Por último, se comentó que el éxito de sus obras la condujo a una independencia económica, cosa que produjo su retiro a los 43 años. Tras más de dos siglos, más concretamente en 1964, se realizó una exposición del género de naturalezas muertas en Italia, en donde se presentaban algunas de sus obras. 

## Galería

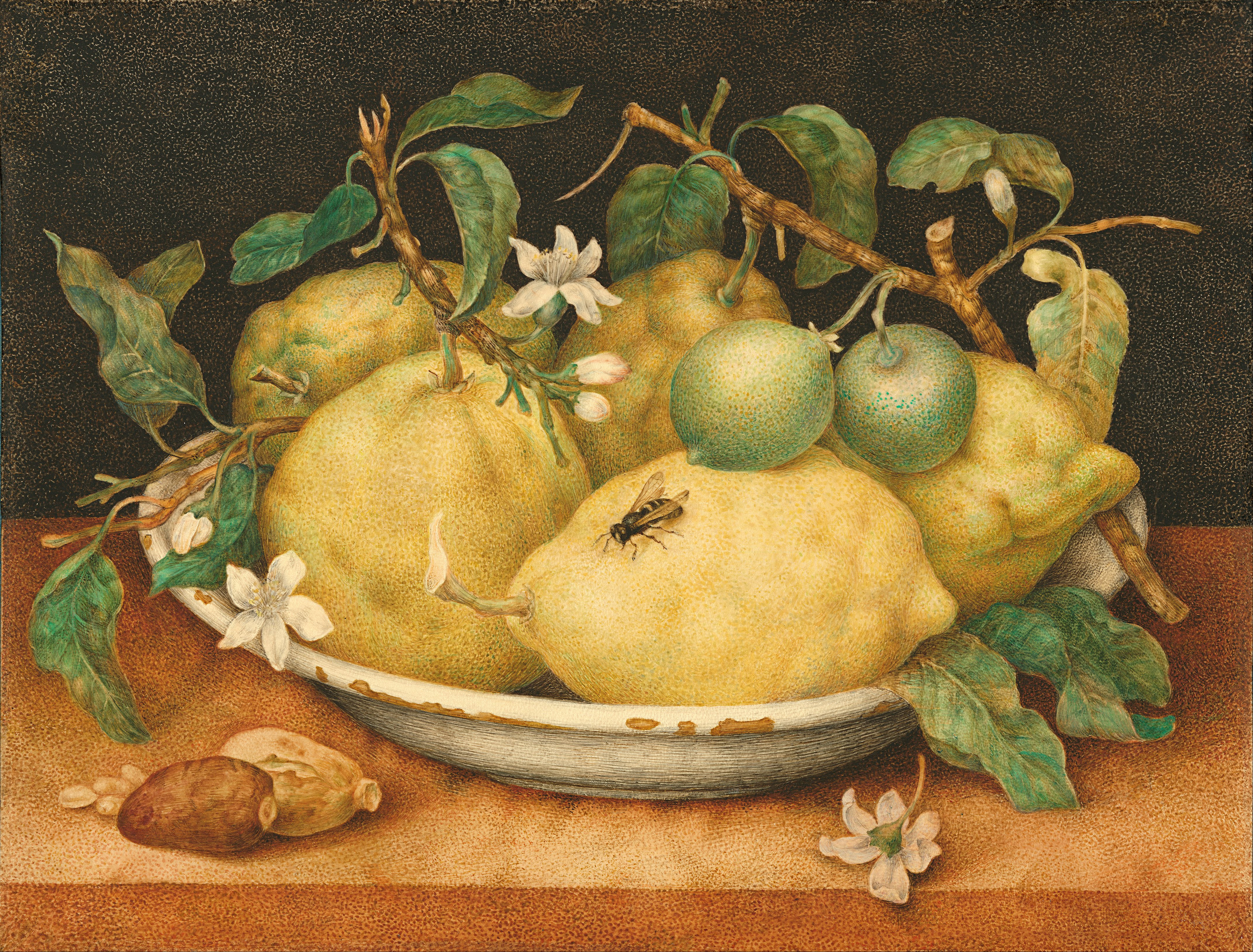
Bodegón con tazón de cidras (finales de los años 1640), Getty Center, Los Ángeles
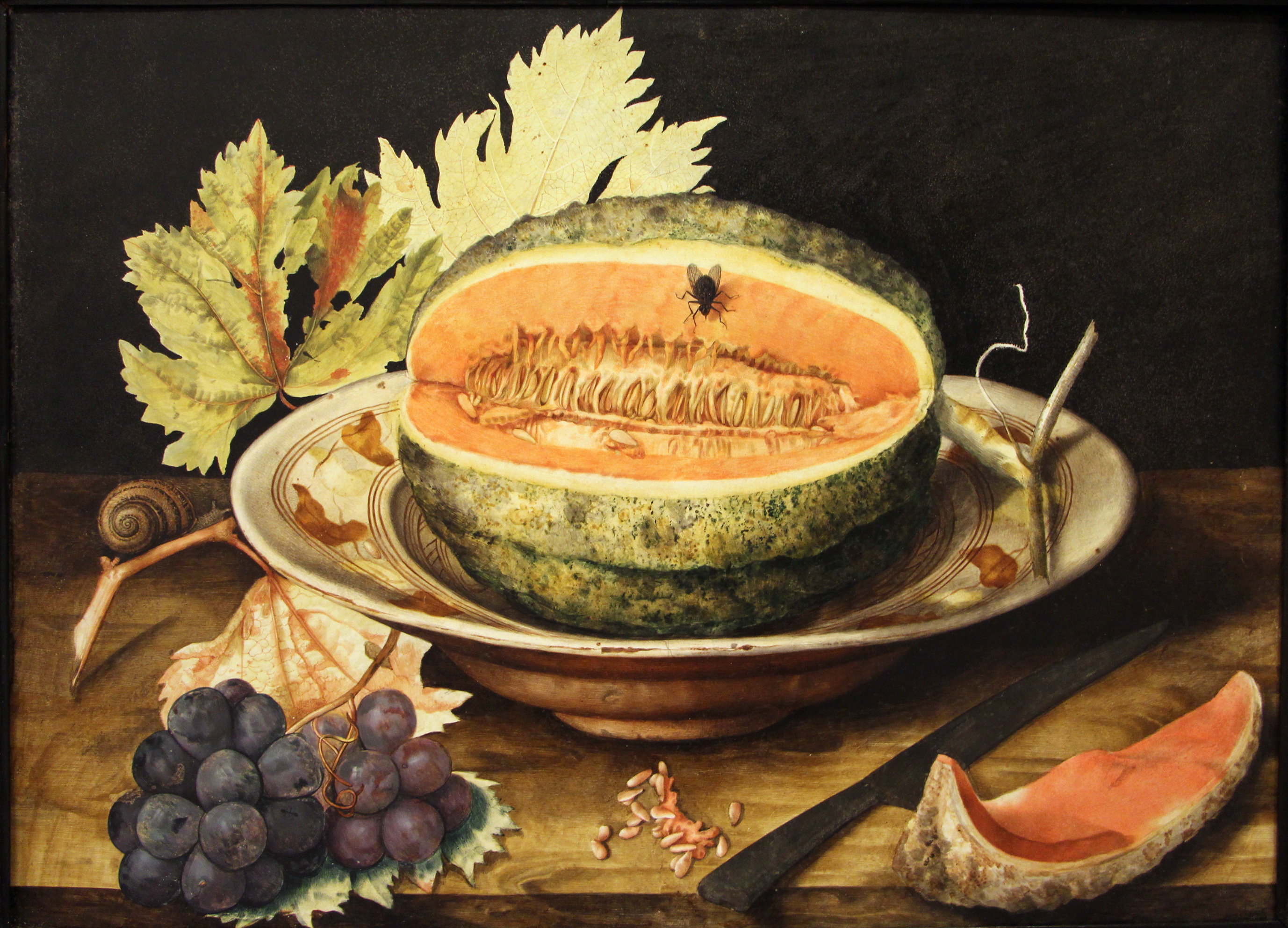
Bodegón con melón en un plato, uvas y un caracol, Museo della Natura Morta, Poggio a Caiano
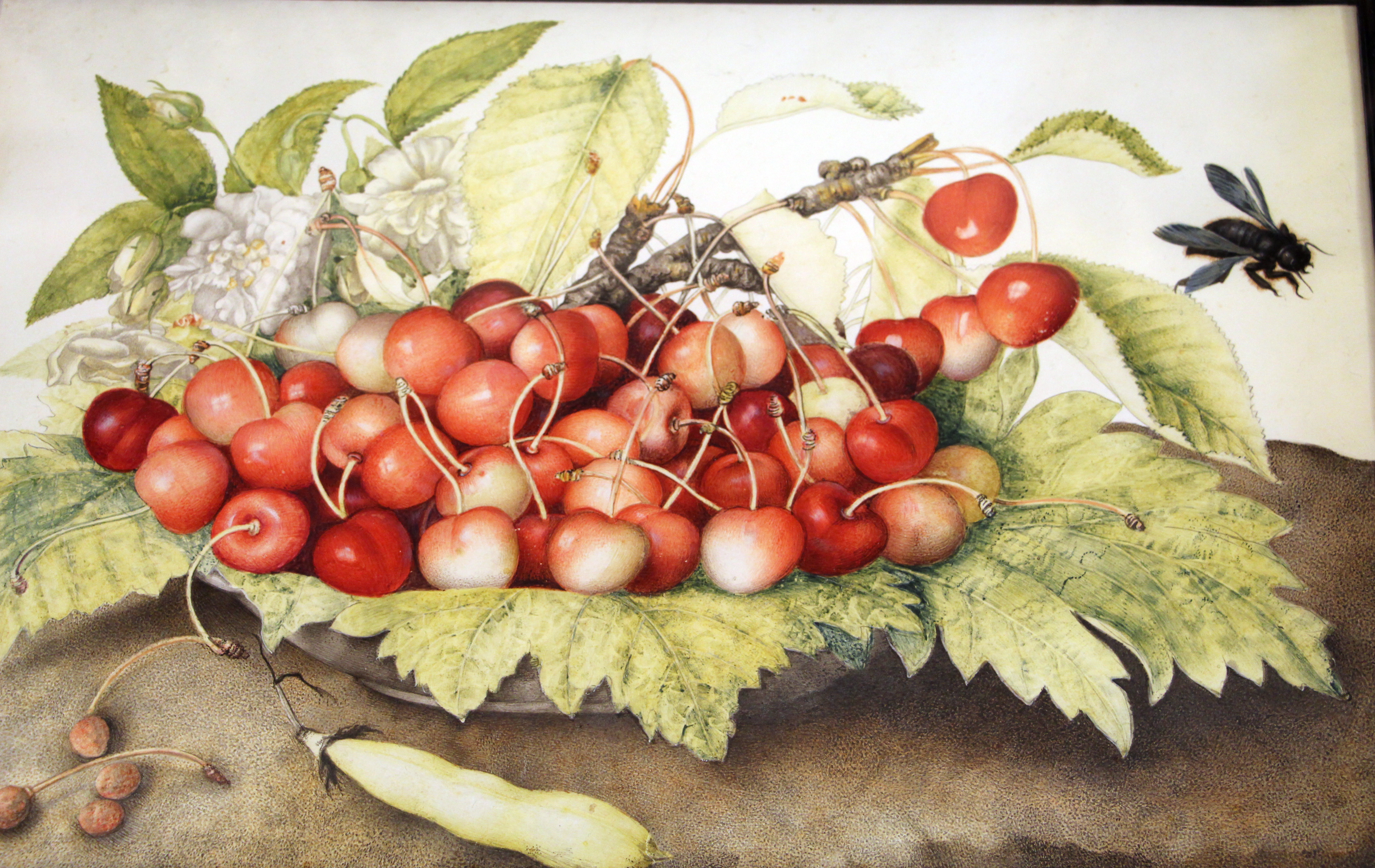
Plato de cerezas con rosas, vaina y abejorro carpintero, Museo della Natura Morta, Poggio a Caiano
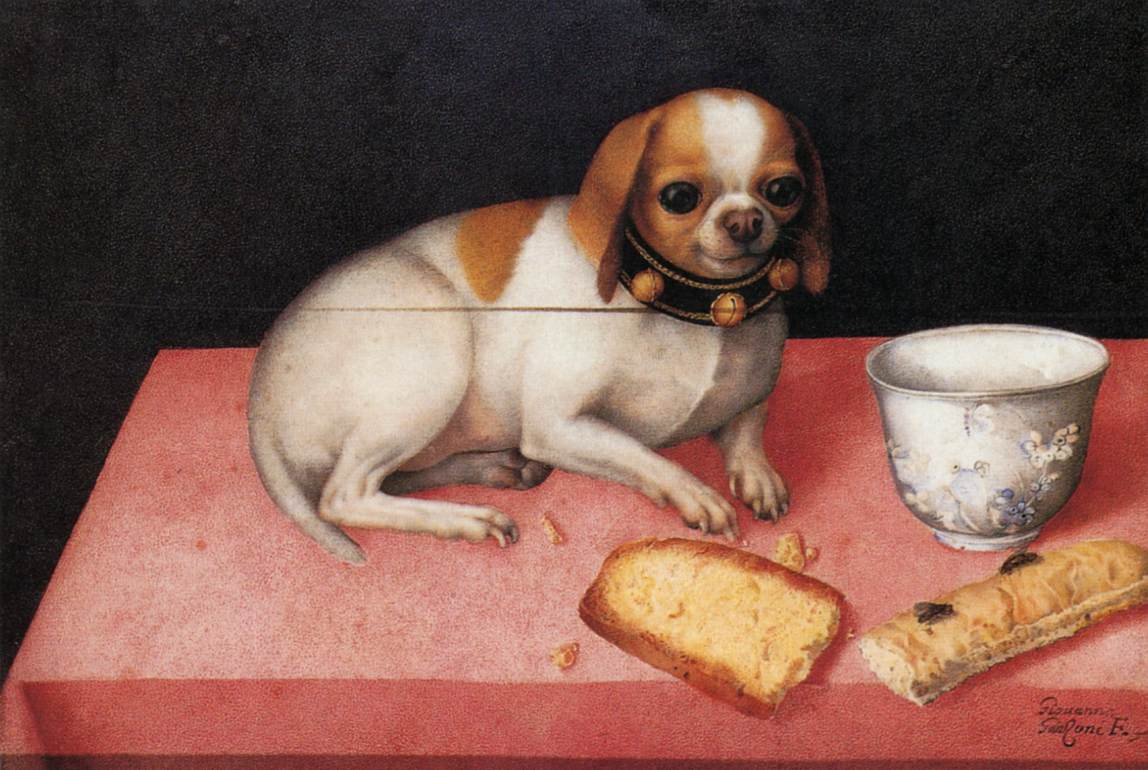
Perrita (c. 1684), Galleria Palatina, Florencia
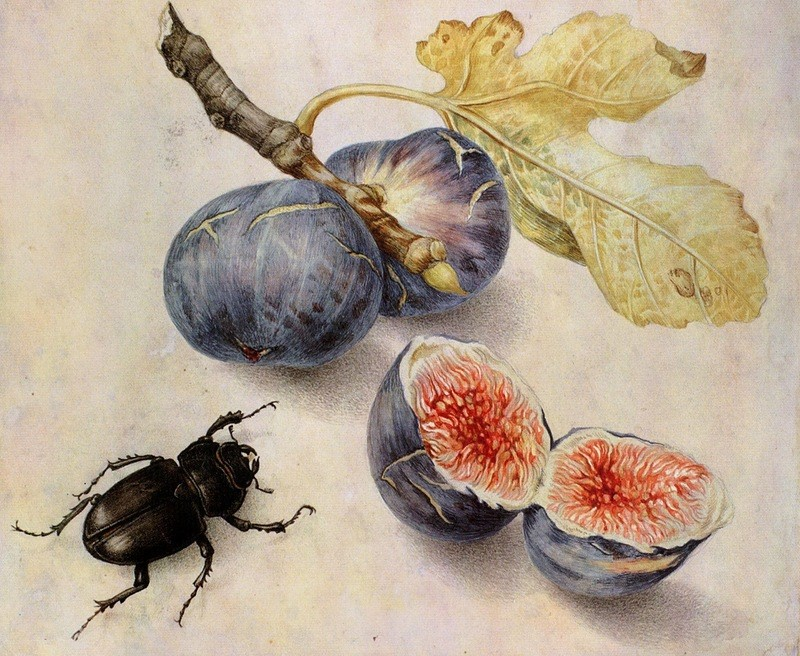
Pintura de higos y escarabajo
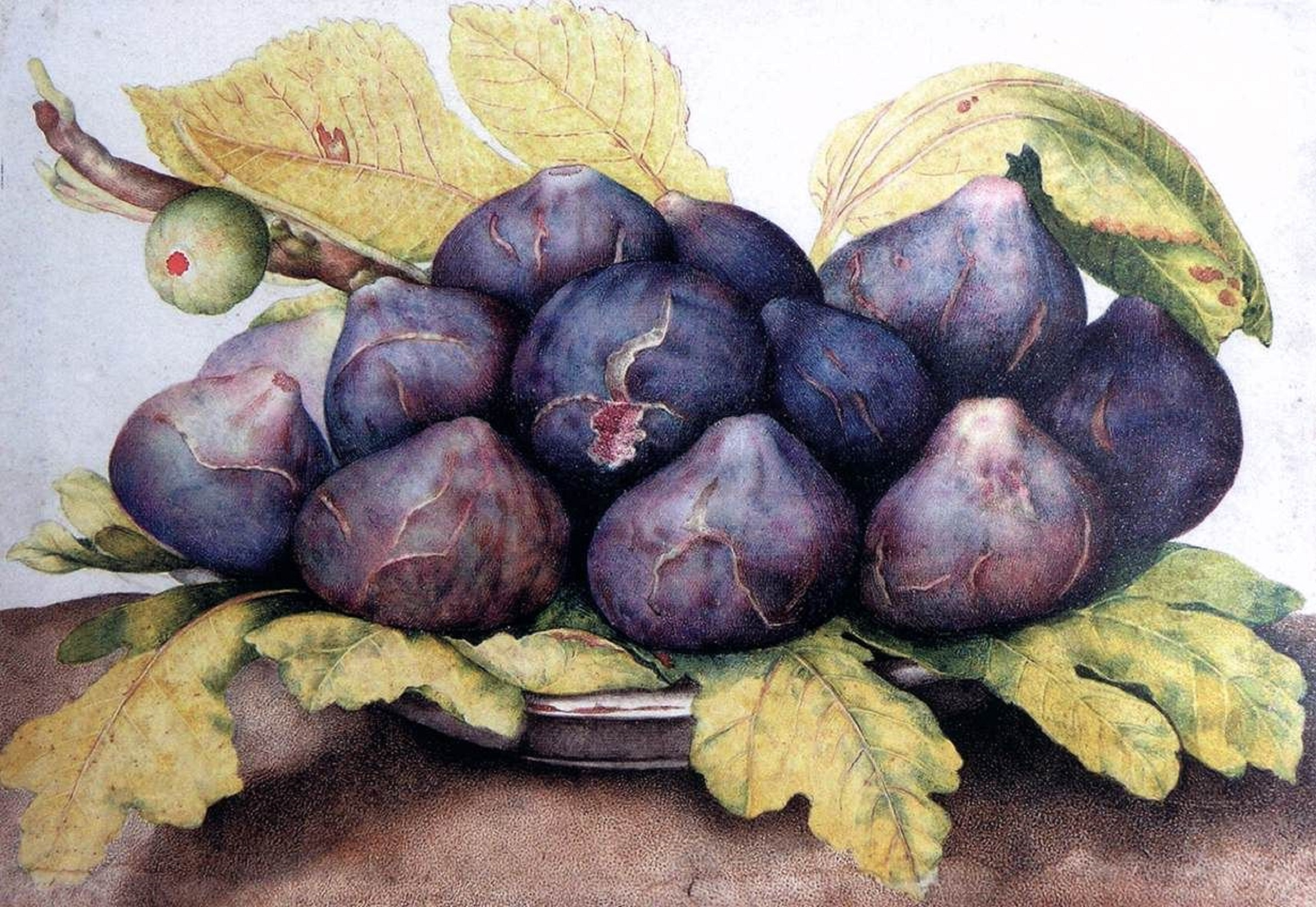
Plato de higos
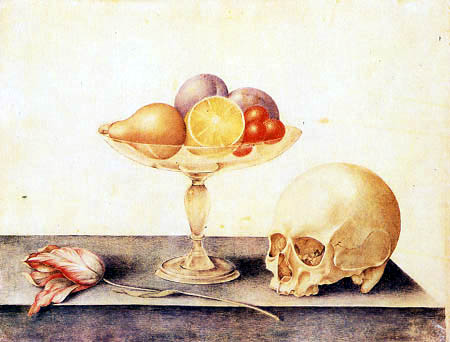
Bodegón con frutas, calavera y un tulipán
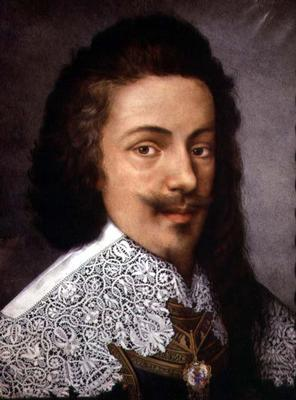
Víctor Amadeo I de Saboya (1635)
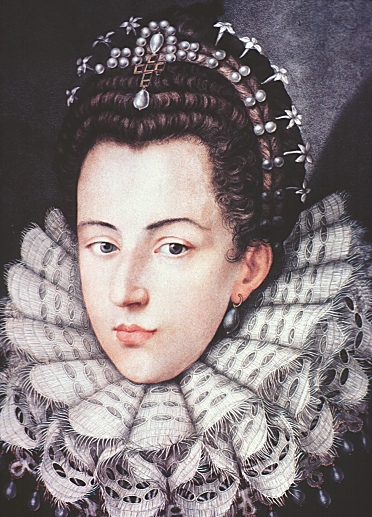
Cristina de Francia (1635)